# Webb Simpson
Webb Simpson, född 8 augusti 1985, är en amerikansk professionell golfspelare. Simpson spelar på PGA-touren och har vunnit en majortävling samt har varit rankad som världsfemma enligt den officiella världsrankningen.

## Tidiga år
Simpson, född 1985 i Raleigh, North Carolina, studerade och spelade golf vid Wake Forest University. Simpson var Atlantic Coast Conference Player of the Year 2008, utvald att representera USA i 2006 World Amateur Team Championship i Sydafrika och blev utnämnd som All-America by Ping 2006. Simpson representerade även USA i Walker Cup 2007, en upplaga USA vann. Han spelade även Palmer Cup samma år.

## Professionell karriär

### År 2008-2011
Simpson blev proffs 2008 och spelade då på både Nationwide Tour (nu kallad Web.com Tour) och på PGA-touren genom sponsorsinbjudningar. Han slutade på en delad 7:e plats på 2008 års Qualifying School för att erhålla spelrättigheter (det så kallad tourkortet) på 2009 års PGA Toursäsong. Simpson inledde 2009 med två raka top-10 placeringar; delad 9:a på Sony Open in Hawaii och sedan delad 5:a på Bob Hope Classic. Simpson noterade sedan ytterligare två top-10-placeringar mot slutet av säsongen vilket säkrade spel på PGA-touren för 2010 års säsong. 
Säsongen 2010 var inte lika bra, han slutade top-10 vid två tillfällen; delad 8:a på Wyndham Championship och delad 4:a på Shriners Hospitals for Children Open. Simpson slutade ändå på 94:e plats på FedEx Cup-rankingen, vilket säkrade fortsatt spel på PGA-touren för 2011.

#### Genombrott 2011
Simpson inledde säsongen väl med en 13:e plats i Bob Hope Classic och två veckor senare en 8:e plats i Phoenix Open. Den 20 mars 2011 hade Simpson möjligheten att vinna sin första PGA Tourtävling, men gjorde bogey på det 72:a hålet för att förlora med ett slag mot Gary Woodland i Valspar Championship. Han kom senare under våren ännu närmare sin första seger, men förlorade i särspel mot Bubba Watson som gjorde birdie på det tredje särspelshålet. Simpsons golfboll rörde på sig på den 15:e greenen under sista tävlingsvarvet efter att ha adresserat puttern, vilket gav honom ett slags plikt.
Simpson spelade sin första majortävling i US Open 2011, där han slutade på en delad 14:e plats. Han slutade senare på en delad 16:e plats i British Open, sin andra majortävling i karriären.
Simpsons första seger på PGA Tour kom i augusti 2011 i tävlingen Wyndham Championship som spelas i hans hemstat North Carolina. Simpson gick på 67 slag - tre birdies och ingen bogey - under sista tävlingsvarvet för att vinna med tre slag över tvåan George McNeill.
Två veckor senare, under den andra FedEx Cup-slutspelstävlingen i september 2011, kom Simpson att vinna sin andra PGA Tour-seger i Deutsche Bank Championship. Han besegrade Chez Reavie i särspel, efter att Simpson gjorde birdie på det 72:a hålet, medan Reavie gjorde bogey. Under det särspelshålet gjorde bägge spelarna birdie på det 18:e hålet. Andra särspelshålet, det 17:e, gjorde Simpson birdie för att vinna tävlingen.
Simpsons fortsatte att spela bra; han slutade 5:a i BMW Championship och ledde FedEx Cup-rankingen inför finaltävlingen The Tour Championship i Atlanta. Simpson slutade på en 22:a plats i Atlanta, medan Bill Haas vann, vilket gjorde att Simpson slutade som 3:a i FedEx Cup.
Simpson var nära att notera en tredje PGA Tourseger, men förlorade i särspel i tävlingen McGladrey Classic mot Ben Crane, genom att missa en 1-meter lång parputt på det andra särspelshålet.
I november 2011 representerade Simpson USA i Presidents Cup för första gången. 

### 2012
Simpsons inledde säsongen bra med ett par top-10 placeringar och klarade kvalgränser; hans första missade kvalgräns kom i The Players Championship, hans 12:e tävling för säsongen. 

#### Seger i 2012 års US Open
Den 17 juni 2012 vann Simpson sin största seger i karriären, genom att besegra tvåorna Graeme McDowell och Michael Thompson med ett slag i US Open på Olympic Club i San Francisco. Simpson gick på 68 slag (-2 under par) på lördagen och 68 slag på söndagen för att sluta på totalt 281 slag (+1 över par). Simpson var 26 år gammal vid vinsten, och klättrade till en 5:e plats på den officiella världsrankingen.
Veckan efter US Open slutade Simpson på en delad 29:e plats i Travelers Championship. Han förklarade även att han inte skulle spela spela årets British Open, detta eftersom hans fru skulle föda deras andra barn vid tidpunkten för mästerskapet. I början av juli ledde Simpson Greenbrier Classic efter 54 hål, men efter ett dåligt sista tävlingsvarv slutade han på delad 7:e plats. Simpson spelade sedan ingen tävling innan PGA Championship, årets sista major, där han missade kvalgränsen. Simpson representerade sedan i september USA i Ryder Cup, för första gången i sin karriär.

### 2013
I april förlorade Simpson i särspel i tävlingen RBC Heritage mot Graeme McDowell. Han slutade 2013 års säsong med fem top-10 placeringar, varav en var i The Tour Championship, och slutade på 20:e plats på PGA Tourens penninglista. Simpson representerade senare under säsongen USA i Presidents Cup som spelades på Murfield Village i Ohio.

### 2014
Simpson vann sin första seger sedan US Open 2012 i Las Vegas och Shriners Hospitals for Children Open med 6 slag över tvåorna Jason Bohn och Ryo Ishikawa. Tävlingen spelades i oktober 2013, men under 2014 års tävlingssäsong. Han noterade sedan nio stycken top-10 placeringar under säsongen och slutade på 17:e plats i PGA Tourens penninglista.
Simpson representerade USA för andra gången i sin karriär i Ryder Cup 2014. Han var en av lagkaptenen Tom Watsons "captain's pick" och spelade enbart två matcher.

### 2015-
Simpson har inte vunnit någon fler tävling sedan 2013. Han har inte deltagit i varken Presidents Cup eller Ryder Cup sedan 2014. Simpson har som bäst två andraplatser sedan säsongen 2014: Wells Fargo Championship 2015 och Waste Management Phoenix Open 2017, efter att ha förlorat i särspel mot Hideki Matsuyama.

## Segrar

### Majorsegrar
| År   | Mästerskap | Efter 54 hål | Resultat        | Mot par | Segermarginal | Runners-up                        |
| ---- | ---------- | ------------ | --------------- | ------- | ------------- | --------------------------------- |
| 2012 | U.S. Open  | 4 slag bakom | 72-73-68-68=281 | +1      | 1 slag        | Graeme McDowell, Michael Thompson |

### PGA Tour
| No. | Datum            | Tävling                              | Resultat        | Mot par | Segermarginal | Runner(s)-up                      |
| --- | ---------------- | ------------------------------------ | --------------- | ------- | ------------- | --------------------------------- |
| 1   | 21 augusti 2011  | Wyndham Championship                 | 66-65-64-67=262 | −18     | 3 slag        | George McNeill                    |
| 2   | 5 september 2011 | Deutsche Bank Championship           | 69-68-64-67=269 | −15     | Särspel       | Chez Reavie                       |
| 3   | 17 juni 2012     | U.S. Open                            | 72-73-68-68=281 | +1      | 1 slag        | Graeme McDowell, Michael Thompson |
| 4   | 20 oktober 2013  | Shriners Hospitals for Children Open | 64-63-67-66=260 | −24     | 6 slag        | Jason Bohn, Ryo Ishikawa          |

## Lagtävlingar
Amatör
- Walker Cup: 2007
- Palmer Cup: 2007

Professional
- Presidents Cup: 2011, 2013
- Ryder Cup: 2012, 2014